# Вакцина Valneva против COVID-19
VLA2001, или «вакцина Valneva от COVID-19» — вакцина-кандидат от COVID-19, разработанная французско-австрийской биотехнологической фирмой Valneva.

## Разработка вакцины
Кандидатную инактивированную вакцину против COVID-19 на основе цельного вируса, VLA2001, компания Valneva разработала на основе их вакцины Ixiaro против японского энцефалита, которая прошла испытания фазы 1/2 в Великобритании. В испытании фазы 1/2 участвовали 150 человек, тестировавших три уровня доз на безопасность, переносимость и иммуногенность. Испытание было завершено к 15 февраля 2021 года, а полная отчётность была завершена к августу 2021 года.
Valneva заключила соглашения с правительством Великобритании о поставках до 100 миллионов доз, которые будут произведены на собственном предприятии в Ливингстоне, Шотландия. Правительство Великобритании предварительно заказало 60 миллионов доз. Испытания поддерживались Национальным институтом исследований в области здравоохранения Великобритании и четырьмя британскими университетами. Благодаря государственной поддержке, Valneva сразу перешла к 3 этапу исследований и развила производственные мощности до полной оценки результатов исследования фаз 1/2, вместо традиционного более медленного последовательного подхода, который имеет более низкий финансовый риск.
В конце октября фирма заявила о хороших результатах испытаний на третьей фазе, и в прессе появились надежды на быстрое признания вакцины в Великобритании и Европе ещё в 2021 году
.
Вакцина была одобрена в Великобритании и Евросоюзе, также заказы на неё поступили из ОАЭ и Бахрейна. Однако, из-за появления других вакцин, производство VLA2001 было прекращено в августе 2022 года, в конце 2022 года остатки произведенных вакцин были списаны.